# Duits-Sovjet Economische Overeenkomst (1940)
De Duits-Sovjet Economische Overeenkomst van 1940 werd op 11 februari 1940 ondertekend. De overeenkomst leidde tot levering van grote hoeveelheden grondstoffen naar Duitsland, inclusief 820.000 metrische ton aan aardolie, 1.500.000 metrische ton aan graan en 130.000 metrische ton aan mangaanerts. De Sovjet-Unie ontving van Duitsland oorlogsmaterieel, machines, locomotieven, generatoren, dieselmotoren en schepen. En ook enkele voorbeelden van Duitse artillerie, explosieven en chemische wapens werden geleverd. Op 22 juni 1941 kwam een einde aan de handelsrelatie door de Duitse invasie van de Sovjet-Unie (Operatie Barbarossa). De materiaallevering vanuit de Sovjet-Unie naar Duitsland was belangrijk voor de Duitse oorlogsinspanningen in zowel West-Europa als de latere Duitse invasie van de Sovjet-Unie.

## Achtergrond

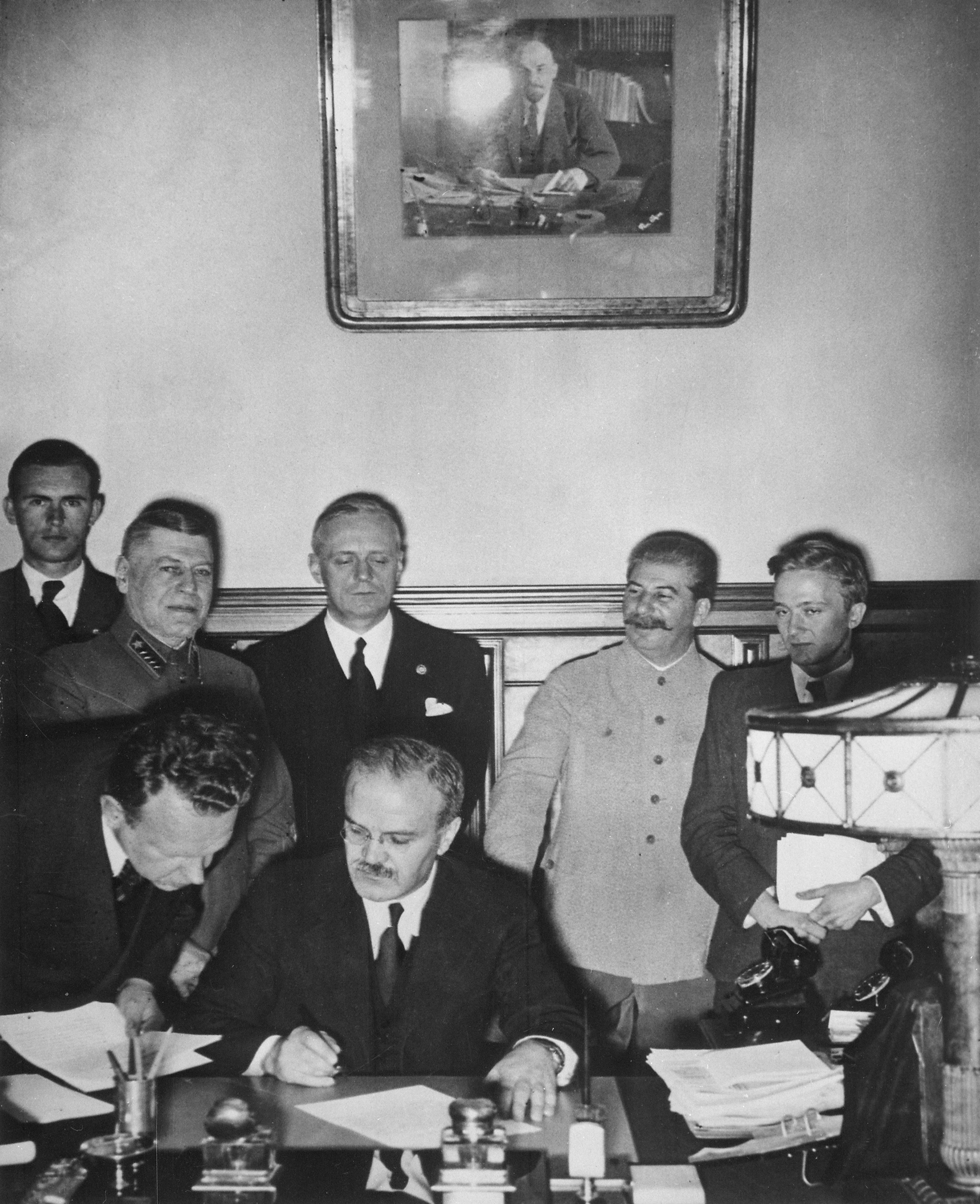
Molotov ondertekent het militaire pact in 1939, met daarnaast Ribbentrop en Stalin.

De voorgeschiedenis van het verdrag van 1940 bestond uit de Duits-Sovjet Kredietovereenkomst van 1939, het politieke Molotov-Ribbentroppact en de gecoördineerde invasies van Polen door Duitsland en de Sovjet-Unie. Duitsland had beschikking over eigen bronnen van grondstoffen, maar was voor veel producten geheel of gedeeltelijk afhankelijk van het buitenland. De Duitse militaire planners gaven aan dat de Duitse oorlogseconomie 150.000 metrische ton aan mangaan en bijna 1,8 miljoen metrische ton aan aardolie per jaar zou missen bij het uitblijven van groter economische handel met de Sovjet-Unie . Duitsland ondervond ook tekorten aan rubber door weigering van de Britten en Nederlanders om rubber uit hun Indische koloniën te verkopen aan Duitsland. Bij de voorbereiding van de Duitse inval van Polen in augustus 1939 werd door de Duitse militaire planners erop gewezen dat Duitsland slechts twee of drie maanden aan rubbervoorraden en drie tot zes maanden olievoorraden had, afhankelijk van de mate van oorlogsinspanning. Aardolie was noodzakelijk voor de militaire voertuigen in de oorlog, terwijl rubber nodig was voor bijvoorbeeld banden voor voertuigen en laarzen voor de soldaten. Bij de verwachte boycot en zeeblokkade van de Britten en de Verenigde Staten werd de Sovjet-Unie de enige mogelijke toeleverancier voor belangrijke grondstoffen.
In augustus 1939 was de Duits-Sovjet Kredietovereenkomst van 1939 ondertekend. Verschillende Duitse militaire en civiele goederen werden geruild voor grondstoffen uit Sovjet-Unie. Vier dagen na het handelsverdrag werd het Molotov-Ribbentroppact ondertekend. Naast het openlijke deel van het pact waren er geheime protocollen waar Duitsland en Sovjet-Unie onderling het grondgebied van verschillende landen in Oost-Europa verdeelden. Een week na het pact begon de invasie van Polen door Duitsland. Op 17 september viel het leger van de Sovjet-Unie het oosten van Polen binnen. Duitsland had bij de capitulatie van Polen slechts zes weken aan munitievoorraden over. Na de succesvolle invasie van Polen door de samenwerkende Duitsland en Sovjet-Unie werd door de Duitse militaire planners aangegeven dat er niet voldoende olie en rubber was voor een westelijk offensief als de handel met de Sovjet-Unie niet zou groeien. De ingevoerde Britse blokkade zorgde dat Duitsland van de Sovjet-Unie afhankelijk was voor aardolie, rubber, mangaan, graan en platina. Duitsland had meer behoefte aan ruwe grondstoffen uit de Sovjet-Unie dan dat was afgesproken in de economische overeenkomst van 1939. Op dezelfde moment had de Sovjet-Unie behoefte aan machines en technologie. De Sovjet-Unie ondervond ook economische problemen omdat verschillende landen hun handelsbetrekkingen hadden opgeschort of verminderd door de ondertekening van het Molotov-Ribbentroppact en de daarbij gerelateerde inval van Polen door Duitsland en de Sovjet-Unie.

## De overeenkomst

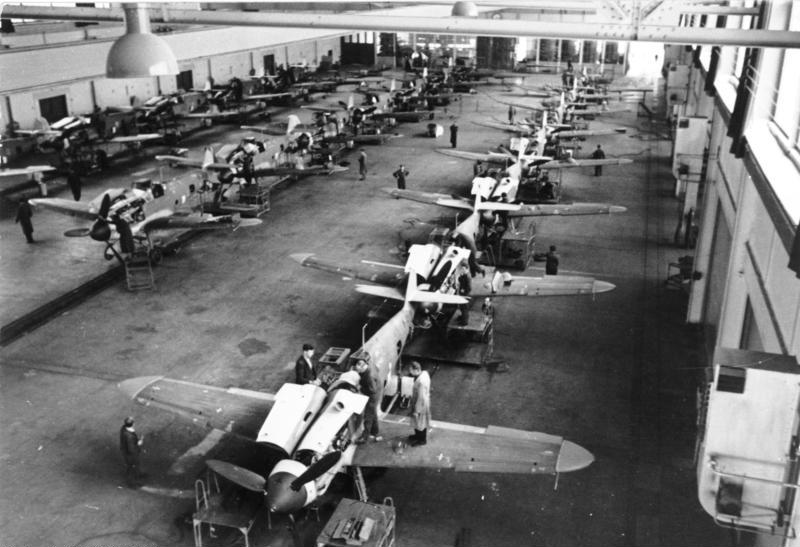
Fabriek met verschillende vliegtuigen van het type Messerschmitt Bf 109.

Op 11 februari 1940 werd de economische overeenkomst ondertekend door Duitsland en de Sovjet-Unie. Hierbij zou Sovjet-Unie voor 650 miljoen Reichsmark sturen aan Duitsland in de vorm van grondstoffen en voedsel, waarbij Duitsland datzelfde bedrag zou leveren aan machines, producten en technologie. De belangrijkste grondstoffen geleverd door de Sovjet-Unie die specifiek in de overeenkomst werden genoemd was 0,91 miljoen metrische ton aan graan, 820.000 metrische ton aan aardolie en meer dan 450.000 metrische ton aan ertsen (zoals ijzererts en mangaanerts). Duitsland zou synthetische materialen, schepen, geschuttorens, machinale gereedschappen en steenkool naar de Sovjet-Unie exporteren. Er werd afgesproken dat de Sovjet-Unie de goederen zou leveren binnen 18 maanden, terwijl Duitsland een termijn van 27 maanden had. In het geheime protocol stond dat de Sovjet-Unie met Duits geld ook grondstoffen en producten zou kopen in andere landen in naam van Sovjet-instanties, waarbij deze goederen dan via de Sovjet-Unie en hun veroverd gebied naar Duitsland getransporteerd werden. Hierdoor kon Nazi-Duitsland via de Sovjet-Unie deels de blokkades van de geallieerden omzeilen.
De Sovjet-Unie gaf ook toestemming om goederen te transporteren vanuit Roemenië, Iran, Afghanistan en andere Aziatische landen over spoorwegen in de Sovjet-Unie of hun veroverd gebied richting Duitsland. De Sovjet-Unie ontving oorlogsmateriaal, machines, locomotieven, generatoren, dieselmotoren en schepen. En ook werd Duitse artillerie, explosieven en chemische oorlogsmateriaal gestuurd. Plus de nog niet afgemaakt Kruiser Lützow, ontwerp van Kruiser Bismarck, drie geschuttorens om havens te beschermen, werktekeningen van een bepaalde geschuttoren-type en enkele militaire vliegtuigen van de types Bf 109, Bf 110, en Ju 88.

## Nasleep

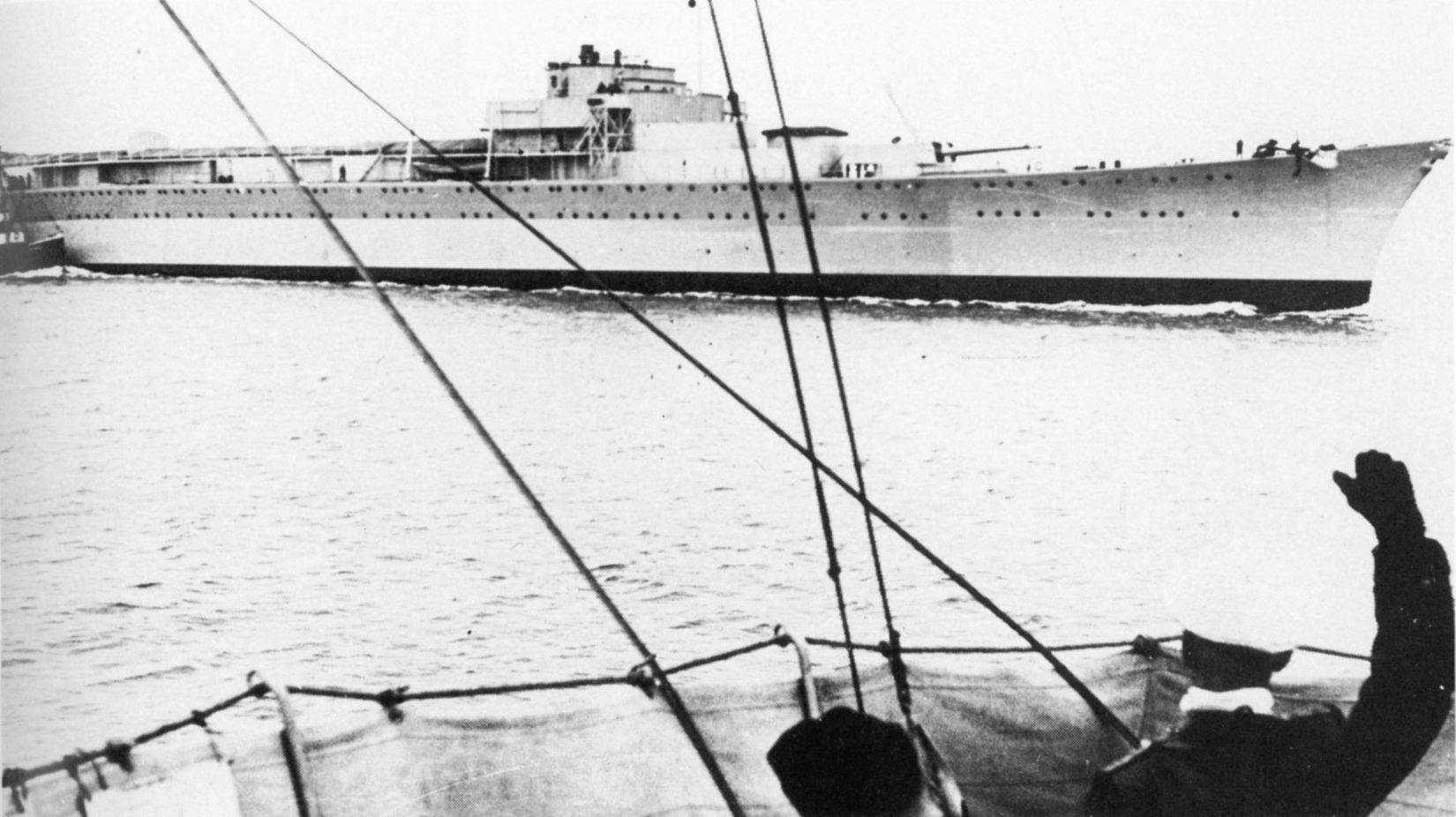
Kruiser Lützow in 1940.

De Sovjet-Unie werd een belangrijke toeleverancier voor Duitsland van belangrijke producten zoals aardolie, mangaan, koper, nikkel, chroom, platina, hout en graan. De Sovjet-Unie kochten veel materialen voor Duitsland uit andere landen, zoals rubber. Hierdoor kon Duitsland deels de geallieerde blokkades en boycotten omzeilen. De Sovjet-Unie gaf aan Duitsland ook het recht op Basis Nord te gebruiken voor onderzeeboten.
Duitsland had 27 maanden de tijd gekregen om de goederen te leveren dat beloofd was in de overeenkomst, maar de Duitsers probeerden dit zo lang mogelijk uit te stellen wegens hun invasieplannen. Op 11 augustus 1940 had de Sovjet-Unie aan 190 miljoen Reichsmark aan grondstoffen verzonden, terwijl daar 90 miljoen Reichsmark aan Duitse leverantie tegenover stonden. Duitsland probeerde de levering van Kruiser Lützow te vertragen en ook de levering van het ontwerp van Kruiser Bismarck. Uiteindelijk werd onder druk van de Sovjet-Unie de incomplete Lützow toch naar Leningrad verscheept.
Na het sluiten van het verdrag werden nog aanvullende afspraken gemaakt ter versterking van de economische relatie. Een daarvan was de Duits-Sovjet Grens-en Handelsovereenkomst van 1941. Op 22 juni 1941 begon Duitsland met de Operatie Barbarossa, waarbij de Sovjet-Unie werd binnengevallen. Zonder de importen uit de Sovjet-Unie zouden de Duitse voorraden van verschillende belangrijke producen een paar maanden na de inval op zijn geweest.